# 영종하늘도서관
영종하늘도서관은 인천광역시 중구에 있는 공립 도서관이다.

## 연혁
- 2014년 9월 5일 미추홀도서관 분관으로 직영 결정.
- 2015년 4월 10일 영종하늘도서관 명칭 확정.
- 2015년 5월 27일 시설물 인수인계(한국주택공사 → 인천광역시).
- 2015년 7월 10일 영종하늘도서관 개관.
- 2015년 8월 10일 회원증 발급 시작.
- 2015년 10월 12일 관외 도서대출 서비스 실시.
- 2015년 12월 5일 주말 시범운영 실시.
- 2016년 1월 4일 도서관 운영시간 확대 실시(주말 운영 및 자료실 야간 연장 개방).